# More Than This (singel One Direction)
More Than This – popowy utwór brytyjsko-irlandzkiego boysbandu One Direction. Utwór wydany został 25 maja 2012 roku przez wytwórnię płytową Syco Music oraz Columbia Records jako czwarty singel grupy z ich debiutanckiego albumu studyjnego, zatytułowanego Up All Night. Tekst utworu został napisany przez Jamiego Scotta, natomiast jego produkcją zajęli się Brian Rawling i Paul Meehan. Utwór dotarł do 39. miejsca w Irlandii, 49. w Australii oraz 86. pozycji w Wielkiej Brytanii. Singel uzyskał status platynowej płyty w Norwegii oraz złotej płyty w Australii.

## Notowania na listach przebojów
| Lista (2013)                      | Najwyższa pozycja |
| --------------------------------- | ----------------- |
| Australia (Top 50 Singles)        | 49                |
| Irlandia (Top 50 Singles)         | 39                |
| Wielka Brytania (Singles Top 100) | 86                |